# خلدون خطاب التكريتي
خلدون خطاب التكريتي1 ضابط عراقي برتبة فريق طيار ركن، كان آمر السرب رقم 44 (سنة 1977)، وآمر «قاعدة الحرية الجوية» (1980) برتبة مقدم ركن، ومدير الحركات في قيادة القوة الجوية العراقية سنة 1987م، ومعاون العمليات في قيادة القوة الجوية (1990)، وعُيّن قائداً للقوة الجوية في شهر نيسان سنة 1995م، مع ترقيته حينئذٍ من لواء ركن إلى فريق ركن، حتى أُعفي من المنصب بين سنة 2000-2001م، ثم أصبح أمين سر وزير الدفاع (2001)، التحق خلدون بالدورة الخامسة عشرة في سلاح الجو بتاريخ 11 تشرين الثاني 1963م، وتخرج يوم 25 حزيران سنة 1966م، مُنح خلدونُ سيفَ القادسية.

## الهوامش
- «1»: أكثر المصادر في اسمه «خلدون خطاب بكر» ومصادر قليلة فيها «خلدون خطاب عمر».[12][13][14]